# Ivan Vidiš
Ivan Vidiš (Zagreb, 31. kolovoza 1989.) hrvatski je politolog, državni tajnik u Ministarstvu rada, mirovinskoga sustava, obitelji i socijalne politike RH i nekadašnji predsjednik Mladeži Hrvatske demokratske zajednice.

## Životopis
Prve godine života živi na zagrebačkoj Peščenici. Zbog očeve karijere, tijekom djetinjstva živio je u više gradova (Beograd, Bratislava, Subotica).
Za vrijeme osnovnoškolskog obrazovanja pohađa 4 osnovne škole ("The International School of Belgrade", Osnovna škola “Lovre pl. Matačić”, "British International School of Bratislava", Osnovna škola "Izidor Kršnjavi").
Većinu srednjoškolskog obrazovanja stječe u Biskupijskoj klasičnoj gimnaziji i sjemeništu “Paulinum”. Maturirao je u zagrebačkoj Gimnaziji "Tituša Brezovačkog" na Gornjem gradu.
Fakultetsko obrazovanje započinje na Fakultetu političkih znanosti u Zagrebu gdje je stekao zvanje sveučilišnog prvostupnika politologije. U sklopu studentske razmjene dobiva stipendiju na Sveučilištu u Lundu (Švedska).
Obrazovanje nastavlja, također u sklopu studentske razmjene, na Pravnom fakultetu i Fakultetu političkih znanosti na Sveučilištu u Regensburgu (Njemačka), gdje proučava funkcioniranje europskih institucija. Na katalonskom sveučilištu "Pompeu Fabra" (Barcelona, Španjolska) stekao je zvanje magistra političkih znanosti gdje je proučavao javne politike, funkcioniranje Europske unije, političku teoriju i komparativne politike.
Za vrijeme srednje škole kao učenik-volonter piše za listove hrvatske manjine u Vojvodini, "Hrvatska riječ" i "Zvonik". Stručno osposobljavanje odradio je u Ministarstvu vanjskih i europskih poslova kao stručni suradnik u "Službi za COREPER II u sklopu Uprave za europske poslove", "Službi za upravljanje imovinom" te u "Diplomatskom protokolu". 
Kasnije se zapošljava u španjolskoj multinacionalnoj kompaniji "Naturhouse". 
Radio je kao savjetnik u kabinetu Ministra rada i mirovinskog sustava te savjetnik ministra za Hrvatsko predsjedanje Vijećem Europske unije.

## Politički rad
Vidiš je član Hrvatske demokratske zajednice. Kroz stranački angažman obnašao je dužnost predsjednika Temeljnog ogranka Mimara i člana NO Područnog odbora Donji Grad te predsjednika Mladeži Hrvatske demokratske zajednice. Trenutni je član Gradskog odbora HDZ-a grada Zagreba. Kreator je predizbornog Programa Mladeži HDZ-a i Programske deklaracije Mladeži HDZ-a. Sudionik je sjednica Mladeži Europske pučke stranke (YEPP), gdje je na njegovu inicijativu usvojena Rezolucija o izbornom zakonu u Bosni i Hercegovini.